# Rudolf Emmerich

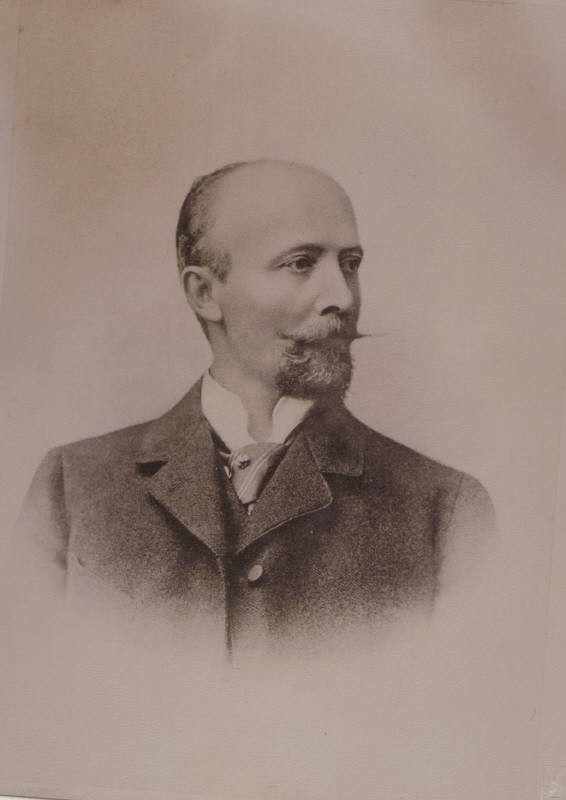
Rudolf Emmerich

Rudolf Emmerich (* 29. September 1852 in Mutterstadt; † 15. November 1914 in München) war ein deutscher Hygieniker und Hochschullehrer.

## Leben
Noch als Gymnasiast nahm Emmerich am Deutsch-Französischen Krieg teil und diente bis nach der Schlacht von Sedan im Sanitätskorps. Anschließend machte er das Abitur am Gymnasium am Kaiserdom in Speyer. Im Jahre der Reichsgründung  begann er das Medizinstudium an der Ludwig-Maximilians-Universität und schloss sich als Rheinpfälzer der Fröhlich Pfalz an. Auf seine Anregung wurde die schwarze Transrhenania gegründet. Als Philister mit Farben wurde er am 17. Mai 1889 in den HKSCV übernommen.
Er legte 1876 das medizinische Staatsexamen ab und wurde zum Dr. med. promoviert. 1877 wurde er Erster Assistent am Hygienischen Institut der Universität Leipzig. 1878 führte ihn ein Studienaufenthalt nach Madeira. Im selben Jahr nahm er an einer von der medizinischen Fakultät ausgeschriebenen Preisaufgabe teil. Mit Franz Brunner untersuchte er „die chemische Veränderung des Isarwassers während seines Verlaufes durch München“. Die Arbeit wurde preisgekrönt und brachte ihn in Beziehung zu Max von Pettenkofer, dessen Anhänger er wurde. 1881 für Hygiene habilitiert, wurde er 1882 zur Einrichtung und Leitung der Untersuchungsanstalt für Nahrungsmittel und Hygiene in Lissabon berufen.
Seit 1884 Erster Assistent bei Pettenkofer, reiste Emmerich im Auftrag der Bayerischen Regierung zum Studium der Cholera nach Neapel. 1885 wurde er zum Privatdozenten ernannt. 1886 ging er im Auftrag der Bayerischen Regierung nach Palermo. 1889 wurde er außerordentlicher Professor für Hygiene. Im Selbstversuch injizierte sich Emmerich am 17. Oktober 1892, wie zwei Tage zuvor Pettenkofer, Vibrio cholerae und zeigte, dass das vom Menschen übertragene Bakterium weniger virulent ist als vom Boden aufgenommene Erreger. Im Jahr 1892 berichtete die Münchener Medizinische Wochenschrift in Nr. 46 des Jahrgangs ausführlich über Pettenkofers und Emmerichs Erkenntnisse zur Cholera.
Als 1895 die Cholera in Konstantinopel ausbrach, bat ihn Sultan Abdülhamid II. um die Verbesserung der hygienischen Verhältnisse im Osmanischen Reich.
Im Jahr 1902 berief ihn die LMU zum ordentlichen Professor. Er war Mitglied des Gesundheitsrates der Haupt- und Residenzstadt München. 1909 ging er für Cholerastudien nach St. Petersburg. Danach war er Gutachter für Behörden, den polytechnischen Verein und private Auftraggeber. 1914 nahm er kurzzeitig als Bakteriologe am Ersten Weltkrieg teil, zuletzt als Oberstabsarzt d. R. 1. Klasse. Bereits Mitte Oktober 1914 kam er in ein Sanatorium, in dem er einem langjährigen Leiden mit 62 Jahren erlag. Über seinen Tod berichtete die New York Times.

## Orden und Ehrenzeichen
- Ritterkreuz II. Klasse des Bayerischen Militärverdienstordens
- Kriegsdenkmünze für die Feldzüge 1870–71
- Zentenarmedaille
- Landwehr-Dienstauszeichnung 1. Klasse
- Kaiserlich-Türkische Medaille für Kunst und Wissenschaft
- Osmanje-Orden III. Klasse
- Bulgarischer Zivilverdienstorden III. Klasse
- Ritter IV. Klasse des Verdienstordens vom Heiligen Michael mit Krone

## Veröffentlichungen (Auswahl)
- Handbuch der Haushygiene.